# Lullusglocke

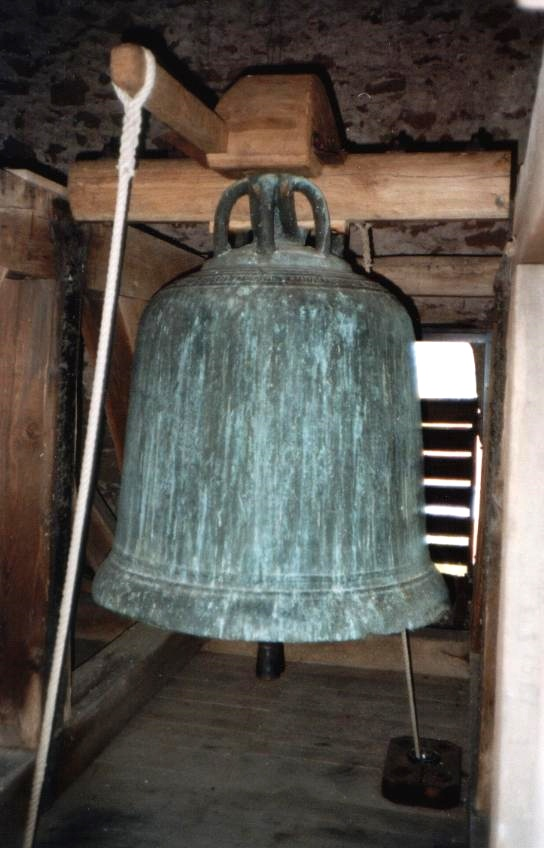
Die Lullusglocke hängt im obersten Geschoss des Katharinenturms.

Die Lullusglocke ist die älteste datierbare, gegossene Glocke Deutschlands. Laut der Inschrift wurde sie im Jahr 1038 unter Abt Meginher hergestellt. Sie ist in dünner Bienenkorb-Rippe gegossen und hängt im Katharinenturm der Stiftsruine Bad Hersfeld.
Seit Oktober 2002 ist sie nach Sanierungsarbeiten im Glockenturm durch die Gesellschaft der Freunde der Stiftsruine e. V. wieder läutefähig (Seilzug). Der Originalklöppel wurde gegen einen neu geschmiedeten ausgetauscht. Der originale Klöppel hängt seitdem im Stadtmuseum.
Die Lullusglocke wurde über Jahrhunderte zu Beginn des Lullusfestes geläutet, wonach sie schließlich ihren Namen erhalten hat. Bis zu der Sanierung wurde die Glocke auch nur noch einmal im Jahr, zu diesem Fest geläutet. Seitdem erklingt sie zu besonderen Anlässen, wie dem Lullusfest in der Woche des 16. Oktober (Todestag von Lullus), am Sonntagabend nach dem Fackelzug und der Ansprache in der Stiftsruine, an kirchlichen Hochfesten (1. Weihnachtsfeiertag, Ostersonntag, Pfingstsonntag) und am Todestag von Lullus, dem 16. Oktober um 12 Uhr.

## Technische und klangliche Daten
| Schlagton | Durchmesser (mm) | Höhe ohne Krone (mm) | Gesamthöhe (mm) | Masse (kg) |
| h0/c1     | 1120             | 1070                 | 1440            | ≈1000      |

## Inschrift

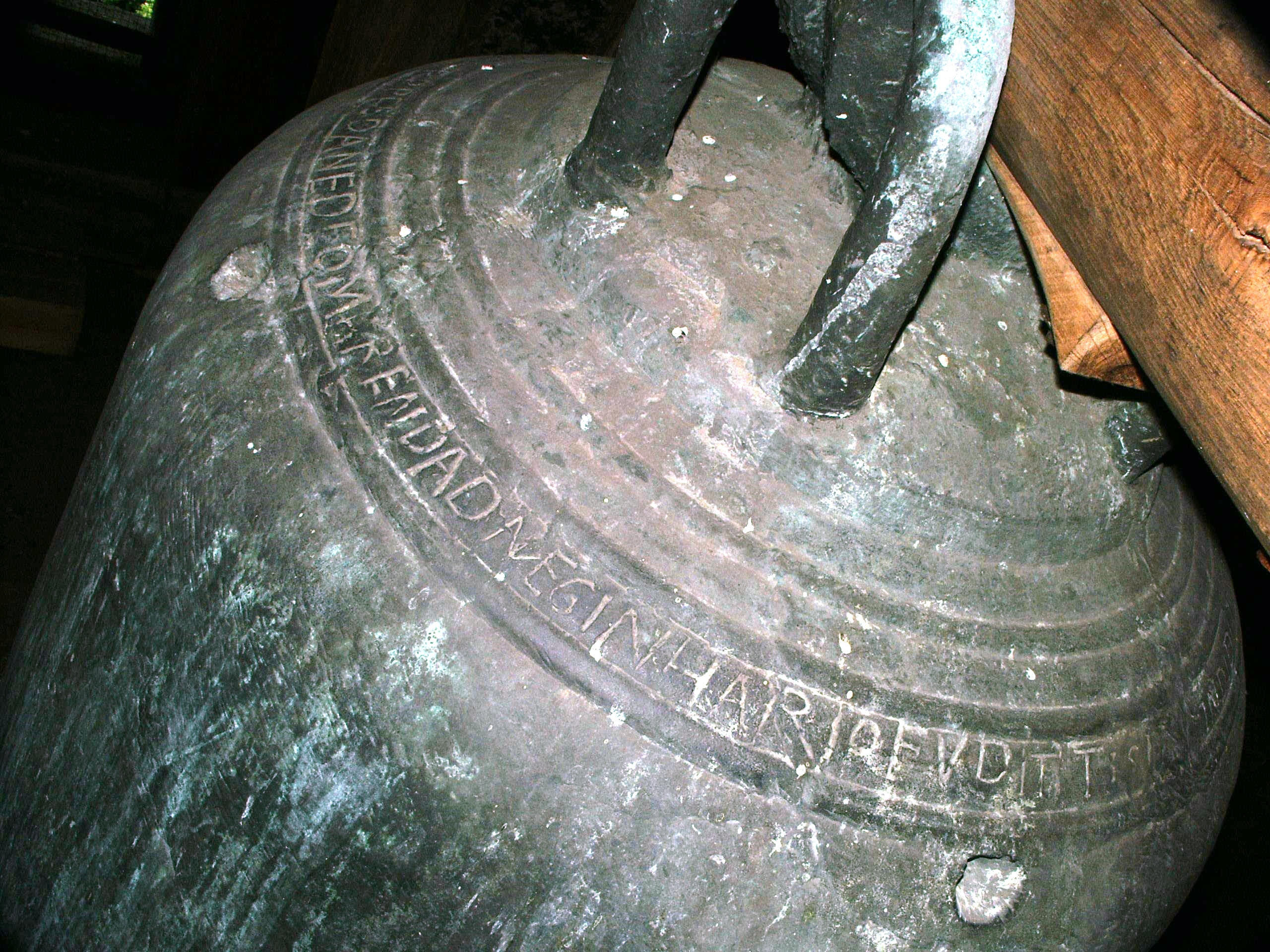
Teil der Inschrift auf der Haube

Die Lullusglocke hat fast senkrecht ansteigende Flanken mit stark gewölbter Haube. Die Haube hat drei erhabene Stege. Zwischen dem mittleren und dem unteren Steg steht eine vertiefte, etwa drei Zentimeter hohe und über den ganzen Umfang von etwa 2200 mm eingegossene Schrift. Sie besteht aus altrömischen Lapidarbuchstaben (Majuskeln) mit insgesamt 84 Zeichen und Zeichenkombinationen. Die Schrift ist durch Synkopie gekürzt wiedergegeben. Das heißt, der Schreiber hat den Text durch Auslassung von Buchstaben um 30 Zeichen gekürzt. Weitere Kürzungen wurden durch neun Buchstabenbündelungen (sechs Duetten und drei Terzetten) erreicht, wodurch der Schreiber den Text um weitere zwölf Zeichen gekürzt hat. Dies ist auch der Grund, warum man auf den ersten Blick nur drei Wörter lesen kann. Sie ermöglichen es aber, die Inschrift als einen lateinisch geschriebenen Text zu erkennen. Zusätzlich erschwert die Entzifferung der Inschrift, dass sie in der Gussform an einer Stelle nachträglich korrigiert wurde, wodurch die Buchstaben im Guss dort unleserlich wurden. Weiterhin gibt es einen nicht geänderten Schreibfehler im Text, und es gibt keinen gekennzeichneten Inschriftenbeginn.
Hier die originalen Zeichen, so wie sie auf der Glocke erkennbar sind:
| FVDIT .. .. NDIDIT .R.NEATIVER.E IS.V   |
| GWENON HOC VAS ABBATI NONENSE .. A…     |
| IS BAP..E SDANE DEO MARENDAD MEGINHARIO |

Fritz Hugo Schlippe schlug 1963 vor, den Text in Analogie zu anderen frühmittelalterlichen Inschriften im klassischen Versmaß von drei Hexametern aufzufassen. Er ergänzte die Inschriftfragmente entsprechend zu folgendem Text:
| FVDIT (ME), (CO)NDIDIT TRINITATI VERAE I(VS)SV   |
| GWENON HOC VAS ABBATI NONENSE SECVNDI ANNI       |
| IS BAPT(IS)T(A)E MANE. DEO, MARENDA,D MEGINHARIO |

Schlippes Übersetzung dieses rekonstruierten Textes lautet:
| Ehrwürd’ge Maria! Für den Abt, Herrn Meginhar,          |
| Gründet’ und goß mich, diese Glocke, Gwenon auf Geheiß, |
| Gott, der wahren Dreieinigkeit zur Ehre,                |
| Im neunten Monat des zweiten Jahr’s,                    |
| Morgens früh am Tage Johannes Baptist.                  |

Die Lullusglocke wäre demnach eine Marienglocke. Die Inschrift nennt den Gießer und den amtierenden Hersfelder Abt. Durch die Zeitangabe seiner Abtschaft ist auch der genaue Tag (24. Juni 1038) ermittelbar, an dem die Glocke gegossen wurde.
Es gibt Campanologen und Epigraphen, die die Richtigkeit dieser Lesart der Inschrift bezweifeln. Eine von Schlippe bereits diskutierte Alternative, die auch von drei Hexametern ausgeht, lieferte der Magdeburger Theologe Burkhardt 1913:
Baptistes anedi commendat evangelus INRI
Maynharius fundat me condidit ast lineat me
Frater Sygwinus in hoc vas arte latinus.